# Enea Silvio Piccolomini (Kardinal)

Enea Silvio Kardinal Piccolomini (Stich; Biblioteca dell’Archiginnasio - Bologna)

Wappen Kardinal Piccolominis

Enea Silvio Piccolomini (auch Enea Silvio Piccolomini Rustichini; * 22. August 1709 in Siena; † 18. November 1768 in Rimini) war ein italienischer Kardinal.

## Leben
Er war das zweite von acht Kindern des Ranieri Piccolomini, Ritter und Kommandeur des Ordens der Ritter des Heiligen Papstes und Märtyrers Stephan, und der Camilla (Paola) Franceschi. Enea Silvio stammte aus derselben Familie wie die Päpste Pius II. und Pius III. sowie die Kardinäle Giovanni Piccolomini, Celio Piccolomini und Giacomo Piccolomini. Nach einem Studium an der Universität Siena zog er 1729 an den päpstlichen Hof, um eine standesgemäße Anstellung zu finden. Da jedoch seine Familie nicht die nötigen finanziellen Mittel aufbringen konnte, um ihn in Rom zu unterstützen, wurde er dort Günstling des Kardinals Juan Álvaro Cienfuegos Villazón (1657–1739) und von Nicola Casoni, einem Kleriker der Apostolischen Kammer.
Im Dezember 1730 wurde Piccolomini zum Päpstlichen Ehrenkämmerer ernannt und als Apostolischer Ablegat nach Wien entsandt, um dem neuernannten Kardinal Girolamo Grimaldi das rote Birett zu überbringen. Er wurde Koadjutor des Kanonikers der päpstlichen Basilika Santa Maria Maggiore und Korrektor der Apostolischen Pönitentiarie Giovanni Iacopo Fattinelli. Kurz darauf ernannte Papst Clemens XII. ihn zum Päpstlichen Kammerherren participante und Sekretär der lateinischen Briefe. Am 3. Januar 1738 wurde er zum Referendar an den Gerichtshöfen der Apostolischen Signatur ernannt. Nach dem Tod Clemens’ XII. (6. Februar 1740) bat das Kardinalskollegium Piccolomini, die Beisetzungsrede zu halten. Der neugewählte Papst Benedikt XIV. bestätigte Enea Silvio Piccolomini ihn allen seinen Ämtern. Im September 1743 wurde er Konsultor der Heiligen Ritenkongregation und im April 1747 Kleriker der Apostolischen Kammer; als solcher war er auch Gouverneur von Castelnuovo und Montone. Nach einigen weiteren Stationen in der römischen Kurie wurde er Dekan der Apostolischen Kammer. Vom 27. November 1761 bis zum 26. September 1766 war er Gouverneur von Rom und Vize-Camerlengo der Römischen Kirche.
Papst Clemens XIII. erhob ihm im Konsistorium vom 26. September 1766 zum Kardinalat und ernannte ihn zum Kardinaldiakon. Den Kardinalshut erhielt Piccolomini am 30. September desselben Jahres, und am 1. Dezember 1766 wurde ihm Sant’Adriano als Titeldiakonie verliehen. Er wurde der Konzilskongregation, der Consulta, der Indexkongregation und der Gewässerkongregation zugeteilt. Er war ab Dezember 1766 Kommendatarabt der Abteien Santa Maria di Galeata, ab April 1767 von Santa Maria dell’Acque in Bologna und ab Oktober 1767 von Sant’Orsola di Cesena. Am 16. Januar 1768 wurde er Kardinalprotektor der benediktinischen Kongregation der Vallombrosaner. Am 25. Januar 1768 wurde er zum Legaten in der Romagna ernannt.
Er starb auf einer Legationsreise im Kloster Santa Marina in Rimini und wurde in der dortigen Kathedrale, dem Tempio Malatestiano, beigesetzt.